# 421. strelska divizija (ZSSR)
421. strelska divizija (izvirno rusko 421. стрелковая дивизия; kratica 421. SD) je bila strelska divizija Rdeče armade v času druge svetovne vojne.

## Zgodovina
Divizija je bila ustanovljena oktobra 1941 v Simferopolu in deaktivirana februarja 1942.